# نرم افزار هنر گرافیک

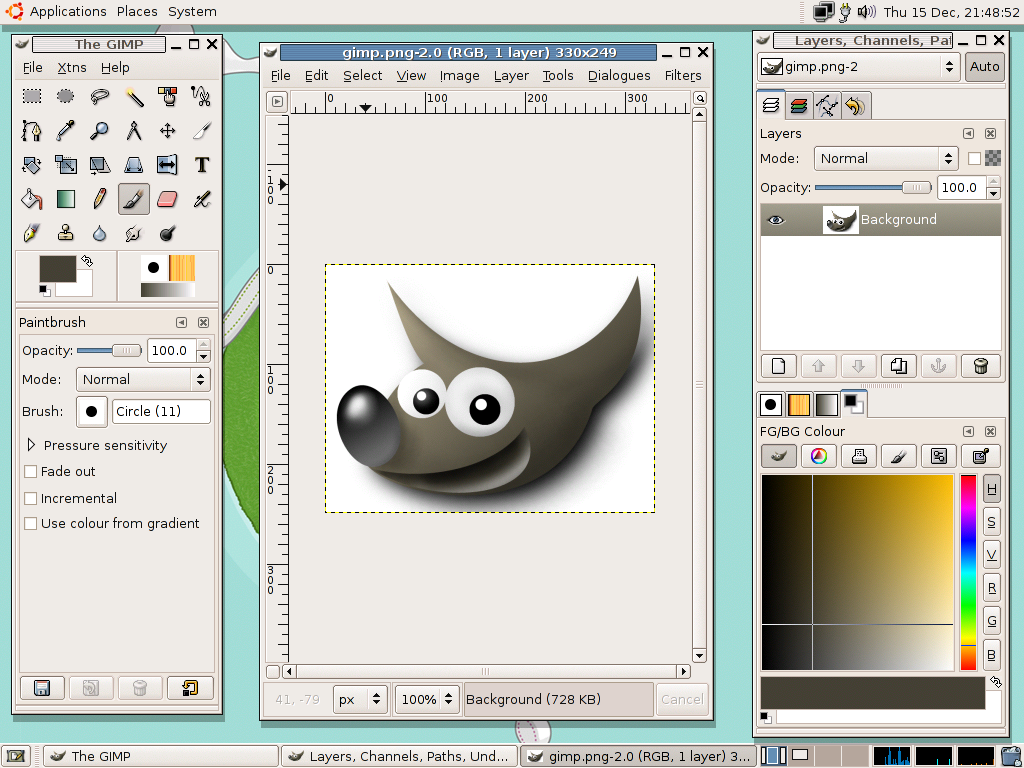
تصویری از نرم‌افزار گرافیکی شطرنجی GIMP.

نرم‌افزار هنر گرافیک زیرمجموعه نرم‌افزارهای کاربردی است که برای طراحی گرافیک، توسعه چندرسانه‌ای، هنرهای تجسمی، تصویرسازی تکنیکی و به‌طور کلی ویرایش تصاویر استفاده می‌شود. نرم‌افزارهای هنری از روش‌های خواندن و ویرایش گرافیکی شطرنجی یا برداری برای ایجاد، ویرایش و مشاهده هنر استفاده می‌کنند.
امروزه بسیاری از هنرمندان و سایر متخصصان خلاق از رایانه‌های شخصی بیشتر از رسانه‌های سنتی استفاده می‌کنند. استفاده از نرم‌افزارهای هنری گرافیک ممکن است کارآمدتر از کار با رسانه‌های سنتی باشد؛ زیرا به هماهنگی چشم و دست کمتری نیازمند است، نیاز به مهارت ساخت تصویر ذهنی کمتری دارد و از رندر خودکار رایانه برای ایجاد تصاویر استفاده می‌کند که سریع‌تر (و گاهی دقیق‌تر) است. با این حال، سبک‌های رایانه‌ای پیشرفته، افکت‌ها و روش‌های ویرایش ممکن است نیاز به یادگیری سریع مهارت‌های فنی کامپیوتر نیاز داشته باشد

## نرم‌افزار تخصصی
بیشتر نرم‌افزارهای هنری شامل توابع مشترک، ابزار ایجاد، ابزار ویرایش، فیلترها و حالت‌های رندر خودکار هستند. با این وجود بسیاری از آن‌ها برای ارتقا یک مهارت یا تکنیک خاص طراحی شده‌اند. بسته‌های نرم‌افزاری تخصصی ممکن است به دلایل مختلف از جمله عدم استقبال از نتیجه، کمبود تخصص و آموزش برای محصول، یا به‌طور کلی ارزش صرف وقت و هزینه سرمایه‌گذاری را نداشته باشند.

### نرم‌افزار توسعه تصویر در سبک

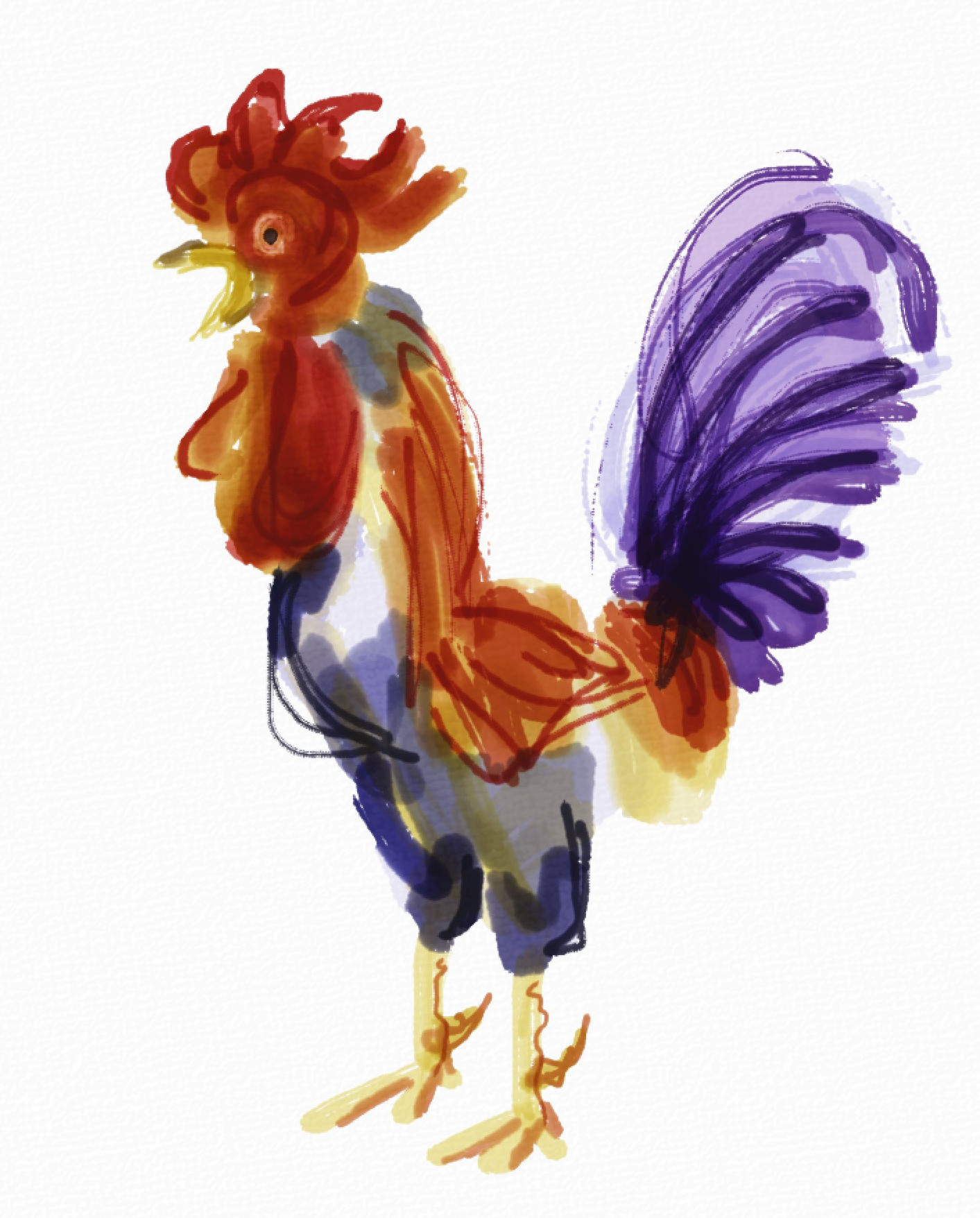
نقاشی آبرنگ با نرم‌افزار Auryn Ink

## لیست نرم‌افزارها
- لیست ویرایشگرهای گرافیکی شطرنجی
- لیست ویرایشگران گرافیک برداری
- لیست ویراستاران طراحی به کمک رایانه
- لیست نرم‌افزارهای گرافیکی اطلاعات
- لیست نرم‌افزارهای نقشه‌برداری مفهومی و ذهنی
- نرم‌افزار گرافیک سه بعدی کامپیوتر (توضیحات و لیست)
- نرم‌افزار ارائه (شرح و لیست)
- نشر رومیزی (شرح و لیست)
- لیست پخش کننده‌های رسانه (فقط مشاهده دسترسی)
- مقایسه پخش کننده‌های رسانه